# Каан Озбілен
Каан Кіген Озбілен (тур. Kaan Kigen Özbilen, нар. 15 січня 1986) — турецький легкоатлет кенійського походження, який спеціалузіється в марафонському бігу, чемпіон та призер світових та континентальних першостей. Учасник Олімпійських ігор (2016).
З початку кар'єри представляв на міжнародній арені Кенію під кенійським ім'ям Майк Кіпруто Кіген (англ. Mike Kipruto Kigen). У жовтні 2015 змінив ім'я та, набувши громадянство Туреччини, став виступати за цю країну на міжнародних змаганнях.

## Спортивні досягнення
1 грудня 2019 на марафонському пробігу «Maraton Valencia Trinidad Alfonso» у Валенсії встановив новий європейський рекорд в марафонському бігу (2:04.16), перевершивши попереднє досягнення британця Мо Фари (2:05.11), встановлене у 2018.
13 квітня 2025 із часом 2:13.50 посів 11-е місце в особистому заліку марафонського забігу на чемпіонаті Європи з шосейного бігу та здобув бронзову нагороду на цій дистанції в командному заліку в складі команди Туреччини.